# Chad Wright
Chad Wright (né le 25 mars 1991 a Kingston) est un athlète jamaïcain, spécialiste du lancer de disque.
Le 25 avril 2015, il porte son record à 65,03 m à La Jolla.
Il détient aussi un record de 19,39 m au lancer du poids.

## Palmarès
| Date | Compétition                                      | Lieu    | Résultat | Marque  |
| ---- | ------------------------------------------------ | ------- | -------- | ------- |
| 2013 | Championnats d'Amérique centrale et des Caraïbes | Morelia | 1er      | 60,79 m |
| 2021 | Jeux olympiques                                  | Tokyo   | 9e       | 62,56 m |

## Records
| Épreuve          | Marque  | Lieu     | Date           |
| ---------------- | ------- | -------- | -------------- |
| Lancer du disque | 66,54 m | Kingston | 8 février 2020 |
| Lancer du poids  | 19,39 m | Columbus | 12 mai 2013    |